# 조선의 연호
고종 이전의 조선은 독자적 연호를 사용하지 않고 명과 청의 연호를 사용하였다. 다만 조선은 중국 연호에 보조하여 '갑자', '을축' 등의 간지(干支)와 황제가 쓰는 묘호를 붙여 '태조 원년', '정조 15년', '금상(今上) 5년' 등의 재위(在位) 연도를 예외적인 조선 독자적 연호로 기재하였다.

## 연호
| 연호 | 한자 | 사용 기간               | 비고 |
| ---- | ---- | ----------------------- | --- |
| 홍무 | 洪武 | 태조 1년 - 태조 7년     | 명의 연호 |
| 건문 | 建文 | 정종 1년 - 태종 2년     | - |
| 영락 | 永樂 | 태종 3년 - 세종 6년     | - |
| 홍희 | 洪熙 | 세종 7년                | - |
| 선덕 | 宣德 | 세종 8년 - 세종 17년    | - |
| 정통 | 正統 | 세종 18년 - 세종 31년   | - |
| 경태 | 景泰 | 세종 32년 - 세조 2년    | - |
| 천순 | 天順 | 세조 3년 - 세조 10년    | - |
| 성화 | 成化 | 세조 11년 - 성종 18년   | - |
| 홍치 | 弘治 | 성종 19년 - 연산군 11년 | - |
| 정덕 | 正德 | 연산군 12년 - 중종 16년 | - |
| 가정 | 嘉靖 | 중종 17년 - 명종 22년   | - |
| 융경 | 隆慶 | 선조 1년 - 선조 5년     | - |
| 만력 | 萬曆 | 선조 6년 - 광해군 12년  | - |
| 천계 | 天啓 | 광해군 13년 - 인조 6년  | - |
| 숭정 | 崇禎 | 인조 7년 - 인조 15년    | - |
| 숭덕 | 崇德 | 인조 15년 - 인조 21년   | 청의 연호 명이 쇠퇴하고 병자호란을 거치며 항복의 조건으로 청의 연호를 사용하기 시작. 그러나 한동안 '숭정' 연호가 계속 쓰임. |
| 순치 | 順治 | 인조 22년 - 현종 2년    | - |
| 강희 | 康熙 | 현종 3년 - 경종 2년     | - |
| 옹정 | 雍正 | 경종 3년 - 영조 11년    | - |
| 건륭 | 乾隆 | 영조 12년 - 정조 19년   | - |
| 가경 | 嘉慶 | 정조 20년 - 순조 20년   | - |
| 도광 | 道光 | 순조 21년 - 철종 1년    | - |
| 함풍 | 咸豐 | 철종 2년 - 철종 12년    | - |
| 동치 | 同治 | 철종 13년 - 고종 11년   | - |
| 광서 | 光緖 | 고종 12년 - 고종 31년   | - |
| 개국 | 開國 | 고종 31년 - 고종 32년   | 독자 연호. 개국기년(開國紀年)법으로 원년을 조선이 개국된 해인 1392년으로 삼는 기년법                                        |
| 건양 | 建陽 | 고종 33년               | 개국504년(1895년) 11월 17일(음력)을 건양원년(1896년) 1월 1일(양력)로 개정                                                   |
| 광무 | 光武 | 고종 34년 - 고종 44년   | 10월 12일, 대한제국 선포와 동시에 개원(改元)                                                                                |
| 융희 | 隆熙 | 순종 1년 - 순종 4년     | - |

건양 1년은 바로 태양력을 사용한 첫 해를 말한다.
다만 조선왕조실록 고종실록에서는 1876년부터 개국기년에 따라 “조선개국 485년”으로 기록하고 있다.

## 서력기원과 조선의 기년법 대응
원칙적으로 새 왕이 즉위한 해는 그대로 전왕의 연호를 사용했고, 즉위한 다음 해를 원년으로 계산하였다. 
그러나 시조인 태조나 정변(반정)에 의해 즉위한 세조, 중종, 인조의 경우는 즉위년이 곧 원년이 되었다. 그밖에 1907년 대한제국 순종이 즉위하면서 순종 즉위년을 융희원년(隆熙元年, 순종원년)으로 삼은 것을 볼 수 있는데 이는 헤이그 특사 파견을 구실 삼아 일제가 고종을 강제 퇴위시켜 정상적인 황위 계승이 되지 못한 사례이다.
| 서기   | 조선기년법             | 서기   | 조선기년법             | 서기   | 조선기년법                                 |
| ------ | ---------------------- | ------ | ---------------------- | ------ | ------------------------------------------ |
| 1392년 | 태조 원년              | 1544년 | 중종 39년              | 1776년 | 영조 52년                                  |
| 1398년 | 태조 7년               | 1545년 | 인종 원년              | 1777년 | 정조 원년                                  |
| 1399년 | 정종 원년              | 1546년 | 명종 원년              | 1800년 | 정조 24년                                  |
| 1400년 | 정종 2년               | 1567년 | 명종 22년              | 1801년 | 순조 원년                                  |
| 1401년 | 태종 원년              | 1568년 | 선조 원년              | 1834년 | 순조 34년                                  |
| 1418년 | 태종 18년              | 1608년 | 선조 41년              | 1835년 | 헌종 원년                                  |
| 1419년 | 세종 원년              | 1609년 | 광해군 원년            | 1849년 | 헌종 15년                                  |
| 1450년 | 세종 32년              | 1623년 | 광해군 15년, 인조 원년 | 1850년 | 철종 원년                                  |
| 1451년 | 문종 원년              | 1649년 | 인조 27년              | 1863년 | 철종 14년                                  |
| 1452년 | 문종 2년               | 1650년 | 효종 원년              | 1864년 | 고종 원년                                  |
| 1453년 | 단종 원년              | 1659년 | 효종 10년              | 1893년 | 고종 30년                                  |
| 1455년 | 단종 3년, 세조 원년    | 1660년 | 현종 원년              | 1894년 | 개국 503년, 고종 31년                      |
| 1468년 | 세조 14년              | 1674년 | 현종 15년              | 1895년 | 개국 504년, 고종 32년                      |
| 1469년 | 예종 원년              | 1675년 | 숙종 원년              | 1896년 | 개국 505년, 건양 원년, 고종 33년           |
| 1470년 | 성종 원년              | 1720년 | 숙종 46년              | 1897년 | 광무 원년, 개국 506년, 고종 34년           |
| 1494년 | 성종 25년              | 1721년 | 경종 원년              | 1898년 | 광무 2년, 고종 35년                        |
| 1495년 | 연산군 원년            | 1724년 | 경종 4년               | 1907년 | 광무 11년, 고종 44년, 융희 원년, 순종 원년 |
| 1506년 | 연산군 12년, 중종 원년 | 1725년 | 영조 원년              | 1910년 | 융희 4년, 순종 4년                         |